# Comte de Bouderbala
Pour les articles homonymes, voir Bouderbala (homonymie) et Ameziane.
 (avril 2021).

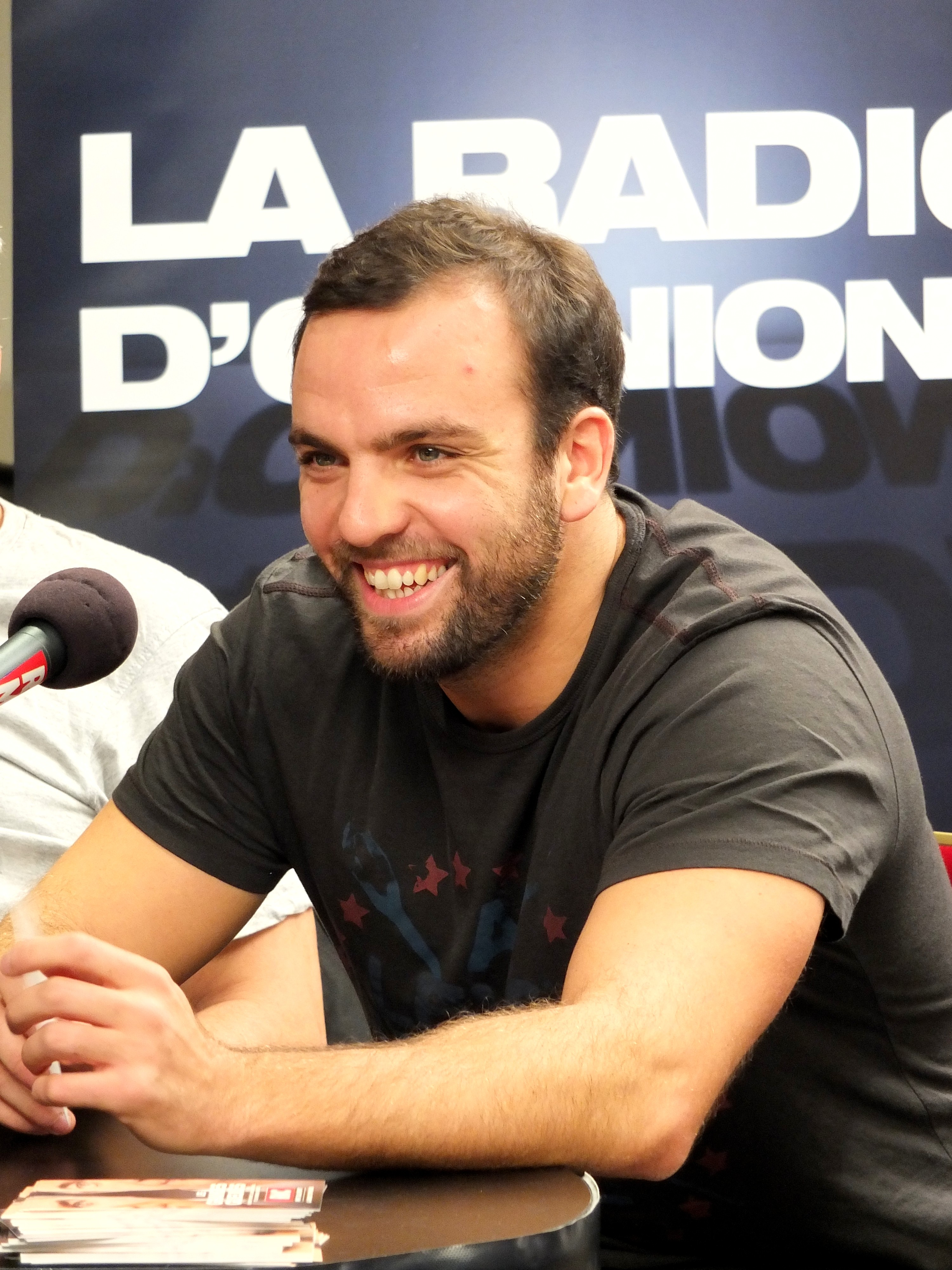
Le comte de Bouderbala en 2012, invité de l'émission radiophonique Les Grandes Gueules.

Sami Ameziane, dit le comte de Bouderbala, né le 6 janvier 1979 à Saint-Denis, est un joueur international de basket-ball, humoriste et acteur français.

## Biographie
Né de parents algériens originaires de Tizi Ouzou en Kabylie, Sami Ameziane grandit à Saint-Denis, en Seine-Saint-Denis où son père est ébéniste et sa mère femme au foyer. Il fait ses études au lycée Paul-Éluard (Saint-Denis) en section littéraire et obtient son baccalauréat en 1997 avant de décrocher un bac + 5 en langues étrangères appliquées.
Après avoir envisagé de mener une carrière professionnelle dans le basket-ball, il se lance avec succès dans le « stand-up », notamment grâce au soutien de son ami Fabien Marsaud, alias Grand Corps Malade. C'est d'ailleurs sur une scène slam qu'il choisit son nom de scène, le « comte de Bouderbala ».
« Bouderbala, en kabyle (berbère) : celui qui porte des guenilles, des haillons. Je voulais trouver un nom de scène autour du concept du comte désargenté. Le comte de Bouderbala, c'est un peu le comte du Ghetto », explique-t-il. Il emploie aussi le jeu de mots « aristocrasseux ».
Sami Ameziane a la particularité de parler six langues et dialectes : français, anglais, italien, espagnol, kabyle, arabe dialectal.

### Carrière de basketteur

#### Parcours français (1994-2004)
Recruté par le PSG Racing en catégorie minimes, Sami Ameziane passe trois saisons dans le club de la capitale. Il devient meneur, le poste le plus adapté à sa taille, 1,74 m.
À l'intersaison 1997, alors âgé de 18 ans, il tente l'aventure semi-professionnelle en s'engageant au sein du Basket Club lézignanais (dans l'Aude), qui évolue en Nationale 3 (5e division). Il passe une seule saison dans le club des Corbières.
De retour en région parisienne pour la saison 1998-99, il rejoint l'équipe espoir de l'AS Bondy 93, club qui évolue alors en Pro B (2e division).
Lors de la saison 1999-2000, il est intégré à l'effectif professionnel de l'AS Bondy 93 et dispute le championnat de Pro B. Il participe à six rencontres de championnat, jouant une douzaine de minutes au total. Il marque un point, sur lancer-franc.
Durant l'été 2000, l'AS Bondy 93 le prête à un autre club de la banlieue parisienne, le Levallois Sporting Club Basket, qui évolue en Nationale 2 (4e division). Sami Ameziane dispute deux saisons avec Levallois. En 2001-2002, le club termine premier de sa poule de Nationale 2 et accède à la Nationale 1.
De retour de prêt, Sami Ameziane dispute la saison 2002-2003 avec l'AS Bondy 93, en Nationale 1. La saison suivante, il évolue sous les couleurs d'un autre club de la banlieue parisienne, Poissy Yvelines Basket, en Nationale 3 (5e division).

#### Parcours aux États-Unis (2004-2005)
Devant la difficulté à percer au niveau professionnel, Sami Ameziane part aux États-Unis.
Après avoir envisagé de partir en Californie, il rejoint finalement l'université du Connecticut, sur la côte est, en tant qu'étudiant d'échange. Il y suit des cours de master à la business school et dispense également des cours de français aux étudiants américains. Il intègre les Huskies, l'équipe de l'université, une des meilleures du pays. Il joue peu mais côtoie le plus haut niveau en NCAA.
À UConn, Ameziane est entraîné par le Hall of Famer Jim Calhoun, un des meilleurs entraîneurs de l’histoire de la NCAA. Avec cette équipe, il côtoie de futurs professionnels NBA comme Rudy Gay, Charlie Villanueva, Josh Boone, Marcus Williams, AJ Price, Hilton Armstrong, Denham Brown… et remporte le titre de la Big East Conference en 2004 face à Syracuse d’Hakim Warrick et de son légendaire entraîneur Jim Boeheim. Durant son cursus universitaire, il ne dispute pas de rencontres durant ses trois premières années. Lors de la dernière année, il dispute dix rencontres, pour des moyennes de 0,1 passe et 0,1 rebond en 1 minute 5 par rencontre,.

#### Carrière internationale
Pendant l'été 2000, il est appelé en Équipe d'Algérie de basket-ball.
En 2002, il est pré-sélectionné pour le Championnat du monde d'Indianapolis (États-Unis), mais n'est pas retenu dans l'équipe qui dispute le tournoi.
En 2005, il fait partie de l'équipe qui remporte la Coupe arabe des nations à Djedda (Arabie saoudite).

### Carrière d'humoriste
Sami envisage de devenir basketteur professionnel, mais une blessure à l'épaule remet en cause cette vocation. C'est son ami d'enfance Fabien, alias Grand Corps Malade, qui le pousse à se lancer dans le spectacle.
Exerçant dans l'art du stand-up, Sami Ameziane évoque dans ses spectacles son parcours de fils d'immigré, ses études aux États-Unis, à l'université du Connecticut, et égratigne les stéréotypes sociaux, culturels ou communautaires de notre époque. Sami Ameziane participe brièvement au Jamel Comedy Club. Il traduit également son spectacle en anglais afin de le jouer dans des « comedy club » new-yorkais.
À partir de 2006, il part à New York dans l’idée de faire le tour des comedy clubs de la ville. C’est en marchant dans les rues de Manhattan qu’il rencontre par hasard Chris Rock qui attend sa voiture à la sortie d’un parking. Il lui demande des adresses de lieux où il pourrait jouer en anglais. Chris Rock l’oriente sur les « open mics » (micro ouverts) de certains lieux comme le Comedy Village, Carolines et le New York Comedy Club.
Il débute au Comedy Village et noue rapidement des contacts avec des humoristes du Chapelle Show et de Bad Boys of Comedy comme Smokey Suarez, Greer Barnes, Drew Fraser, etc. Ces derniers le programment dans divers lieux de la ville comme le Moca Lounge à Harlem, le Café Lou dans le Bronx, le Lantern Comedy Club à Manhattan, etc.
Au fil des années, il passe quelques mois à New York à jouer en anglais et passe par le Comedy Strip, le Times Square Comedy Club, le Stand Up New York, le Broadway Comedy Club jusqu’à être programmé au Comedy Cellar (en) en janvier 2010, devenant ainsi le premier Français à fouler cette scène qui a vu défiler entre autres Robin Williams, Dave Chapelle et Jerry Seinfeld.
Revenu en France en 2010, il joue au théâtre du Gymnase pour six mois, alternant petite salle de 100 places et grande salle de 700 places, avant d’investir la salle de l’Alhambra. Il y prolonge son spectacle jusqu'au mois de juillet 2013. Il se produit sur la scène du théâtre Le Kabaret - Champagne Music-Hall, près de Reims, où il reste jusqu’en mars 2014.
En avril 2014, il reprend à Paris le Caveau de la République avec son producteur associé Jean-Philippe Bouchard. Ils le rénovent, le rebaptisent « le République » situé place de la République.
Il revient en 2017 avec un deuxième spectacle, Le Comte de Bouderbala 2, au République.

## Filmographie
- 2009 : Rech JF: pour court-métrage rémunéré (court métrage) de Manuel Schapira : le projectionniste
- 2012 : Les Seigneurs d'Olivier Dahan : Yohann Le Pen
- 2014 : Supercondriaque de Dany Boon : Membre du GIPN (crédité sous le nom de Sami comte de Bouderbala)
- 2016 : Damoclès (téléfilm) de Manuel Schapira : le vendeur
- 2019 : L'Angle mort de Pierre Trividic et Patrick Mario Bernard : Richard
- 2022 : Pétaouchnok d'Édouard Deluc : Fred
- 2026 : De Gaulle d'Antonin Baudry